# Teresa Clode
Maria Francisca Teresa Clode (Sé, Funchal, 20 de Junho de 1928) é uma professora e radialista portuguesa, directora do Posto Emissor do Funchal. Literariamente usou o pseudónimo de Ana Rosa. É considerada uma personalidade emblemática da Região Autónoma da Madeira. Em 2018, foi agraciada pelo Governo Regional da Madeira com a Insígnia Autonómica de Distinção.

## Formação
Teresa nasceu a 20 de Junho de 1928 na freguesia da Sé, concelho do Funchal, filha do médico William Edward Clode (1900-1980) e de Maria Carolina Dória Monteiro, e sobrinha do engenheiro Luís Peter Clode. Frequentou a Escola Superior de Educação do Funchal, concluindo o curso em 1948. Em 1968, concluiu na Escola Superior de Benfica o curso de formação de futuros professores de Didáctica e Legislação Escolares. Em 1972, fez na Bélgica o curso de Aperfeiçoamento sobre «Como ensinar Matemática» pelo Método de Cuisenaire. Fez também formação como jornalista na Rádio Nascença, sob orientação do engenheiro Fernando Magalhães Crespo.

## Carreira docente
Durante duas décadas trabalhou como professora do ensino básico em diferentes escolas da Região Autónoma da Madeira, em particular na freguesia de Santo António, no sítio do Boliqueime, promovendo actividades extraescolares, tais como visitas de estudo, a diferentes localidades da Madeira, participação em peças de teatro, festas de aniversário e outras solenidades relacionadas à Região, promovendo também reuniões com as famílias dos alunos.
A partir de 1968 exerceu o cargo de professora de Didáctica Especial e Legislação Escolares na Escola Superior de Educação, mantendo-se nessa função até se aposentar. Nesse âmbito, procurou adequar os alunos, futuros professores, às novas técnicas que então surgiam no âmbito da Didáctica e Legislação Escolares, com destaque para o ensino da aritmética às crianças pelo Método de Cuisenaire.

## Comunicação social
Teresa Clode aproveitou o alcance proporcionado pela comunicação social, em particular a imprensa e a rádio, para expandir a sua acção como professora. A 28 de Março de 1976, escreveu no Jornal da Madeira  "As Escolas do Magistério Primário em questão"; a 12 de Março de 1994  publicou no mesmo jornal "Tudo bem na Escola Primária?".
Como radialista promoveu os programas «Convívio Infantil» e «Vamos todos Cirandar». A partir de 1949 foi locutora do Posto Emissor do Funchal (PEF), nos estúdios então sediados no Teatro Municipal Baltazar Dias, inicialmente a tempo parcial, passando a exercer essa função a tempo inteiro após a sua aposentação, empenhando-se então tanto na feitura de novos programas, como no processo de crescimento do PEF. Nesta estação de rádio foi chefe de redacção, e autora de algumas dezenas de programas.
Em 1992, com a colaboração de alguns funcionários do PEF, foi determinante no lançamento de um almanaque por aquela estação de rádio, inicialmente intitulado “Almanaque Regional”. Em 1997, o PEF lançou o “Almanaque PEF”, que em 2018 contava com 23 edições. Em diversos artigos publicados no Almanaque PEF, assim como em alguns diários, usou o pseudónimo de Ana Rosa.
Em 2016, doou à Diocese do Funchal a sua quota de sócia do PEF. É actualmente directora desta estação de rádio.

## Homenagens
A 1 de Julho de 2018, por ocasião do dia da Região Autónoma da Madeira e das Comunidades Madeirenses, foi condecorada com a Insígnia Autonómica de Distinção, uma das Insígnias Honoríficas Madeirenses.